# Comté de Todd (Dakota du Sud)
Pour les articles homonymes, voir Comté de Todd.
Le comté de Todd est un comté situé dans l'État du Dakota du Sud, aux États-Unis. En 2010, sa population est de 9 612 habitants.
Le comté ne possède pas de siège et la plupart des services sont fournis par le comté voisin de Tripp,.

## Histoire
Créé en 1909, le comté est nommé en l'honneur de John Blair Smith Todd, premier délégué du territoire du Dakota à la Chambre des représentants des États-Unis,.

## Villes du comté
- City :
  - Mission
- Town :
  - St. Francis
- Census-designated places :
  - Antelope
  - Okreek
  - Parmelee
  - Rosebud
  - Soldier Creek
  - Spring Creek
  - Two Strike
  - White Horse

## Démographie
Selon l'American Community Survey, en 2010, 72,07 % de la population âgée de plus de 5 ans déclare parler l'anglais à la maison, 25,17 % déclare parler dakota, 1,16 % l'espagnol, 0,70 % l'hindi et 0,9 % une autre langue.
| 1910  | 1920  | 1930  | 1940  | 1950  | 1960  |
| ----- | ----- | ----- | ----- | ----- | ----- |
| 2 164 | 2 784 | 5 898 | 5 714 | 4 758 | 4 661 |

| 1970  | 1980  | 1990  | 2000  | 2010  | - |
| ----- | ----- | ----- | ----- | ----- | - |
| 6 606 | 7 328 | 8 352 | 9 050 | 9 612 | - |